# Schlacht am Gubel
Die Schlacht oder das Gefecht am Gubel fand am 24. Oktober 1531 auf dem Gubel, einer Anhöhe in der Gemeinde Menzingen im Kanton Zug, statt. Beteiligt waren je ein Teil des Heeres der reformierten und der katholischen Orte der Alten Eidgenossenschaft. Die Schlacht am Gubel war das letzte Gefecht im Zweiten Kappelerkrieg.
Nach der Schlacht bei Kappel am 11. Oktober 1531, die mit einer Niederlage der reformierten Orte geendet hatte, verschanzte sich das katholische Heer in der Nähe von Inwil bei Baar auf dem Baarerboden. Alle Versuche der reformierten Heerführer, die Innerschweizer aus der strategisch günstigen Position herauszulocken, misslangen. Am 23. Oktober gelang den Zürchern ein Vorstoss mit mehreren Tausend Mann gegen Sihlbrugg, von wo sie über Neuheim und Menzingen auf den Gubel zogen, wo das Nachtlager aufgeschlagen wurde. Das katholische Heer entsandte eine Abordnung von ca. 1400 Mann zur Beobachtung des Gegners.
Während der Nacht stiess eine kleinere Abteilung dieses katholischen Heeres auf das Lager der Reformierten. Da unterwegs zahlreiche Burschen aus der Gegend um Oberägeri/Unterägeri zu der Truppe gestossen waren, handelte es sich gemäss der Überlieferung um 632 Mann. Um zwei Uhr nachts griffen die Katholiken die Reformierten an und besiegten sie trotz deren Übermacht dank dem Überraschungseffekt.
Nach der Niederlage der Reformierten am Gubel kam am 20. November 1531 der zweite Kappeler Landfriede zustande. Auf dem Schlachtfeld wurde 1559 eine Kapelle geweiht, die 1780 abbrannte. Die Kapelle war Ziel alljährlicher Wallfahrten der fünf Orte. Sie wurde sogleich wieder aufgebaut und durch ein Wirtshaus und eine Kaplanei ergänzt. Nach der 300-Jahr-Feier 1831 wurde durch eine Gesellschaft ein Frauenkloster zur ewigen Anbetung gegründet, das 1851 von Kapuzinerinnen bezogen wurde. Der Gubel behielt auch nach dem Ende der Alten Eidgenossenschaft einen gewissen Stellenwert als Wallfahrtsort für die umliegenden Gemeinden und katholisch-konservativ Gesinnte.
Über die genaue Zahl der an der Schlacht bzw. dem Gefecht beteiligten Männer gibt es keine vertrauenswürdigen Angaben. Während die reformierte Seite die Zahl der auf dem Gubel im Nachtlager liegenden Truppe eher für kleiner hält, betonen die lokale Überlieferung und die katholische Sicht, wie klein die Gruppe katholischer bzw. einheimischer Angreifer war. Das Heer der Reformierten auf dem Gubel wird wohl um die 5000 Mann umfasst haben, während die Angreifer wahrscheinlich zwischen 600 und 700 Mann stark waren. Die überlieferten ca. 800 Toten auf reformierter und 87 Toten auf katholischer Seite spiegeln dieses Kräfteverhältnis und die Wirkung der nächtlichen Überraschung wider.

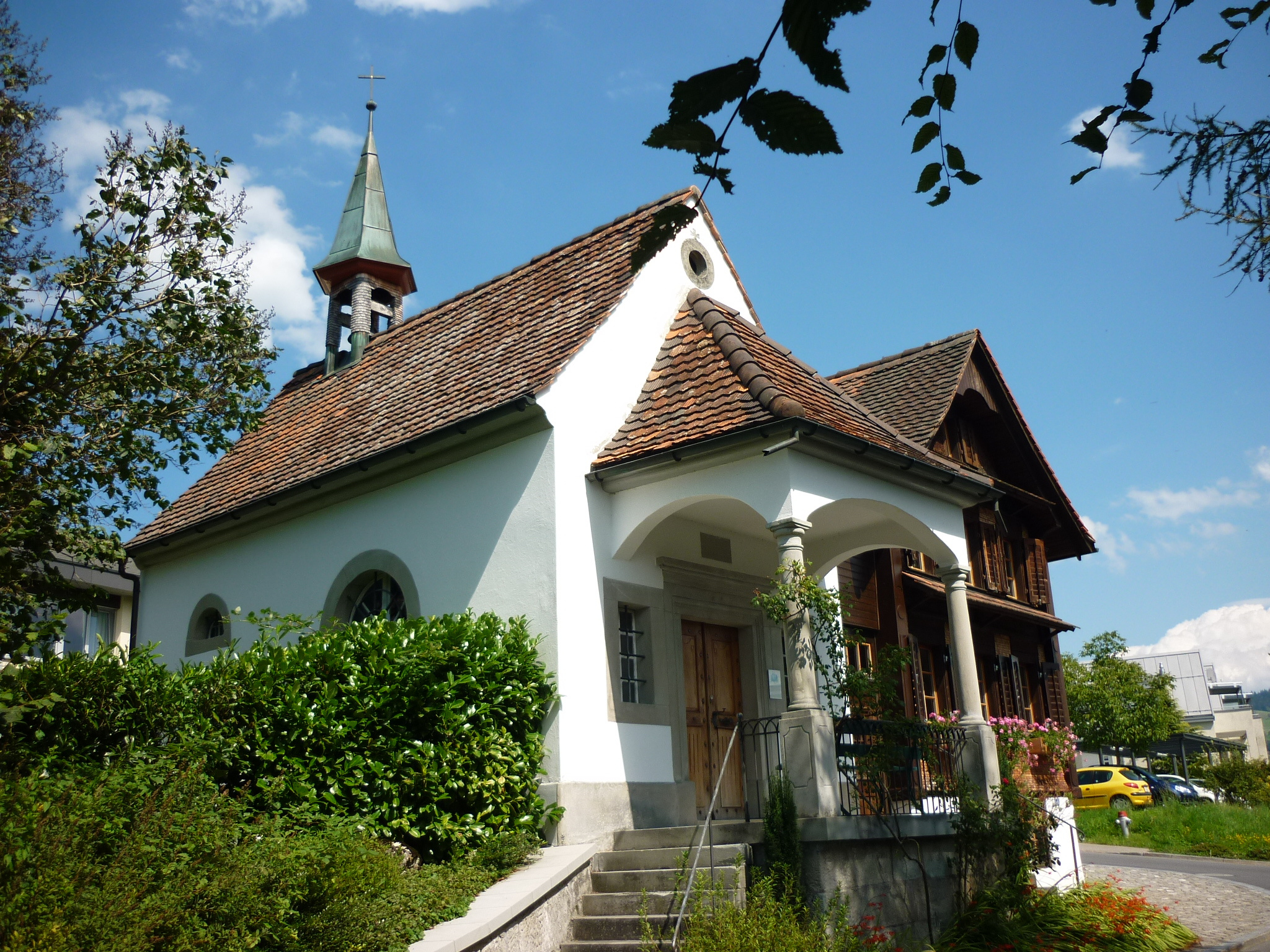
Dreifaltigkeitskapelle Mittenägeri: Hier soll Christian Iten 1531 vor der Schlacht den Ägerer Haufen versammelt haben.
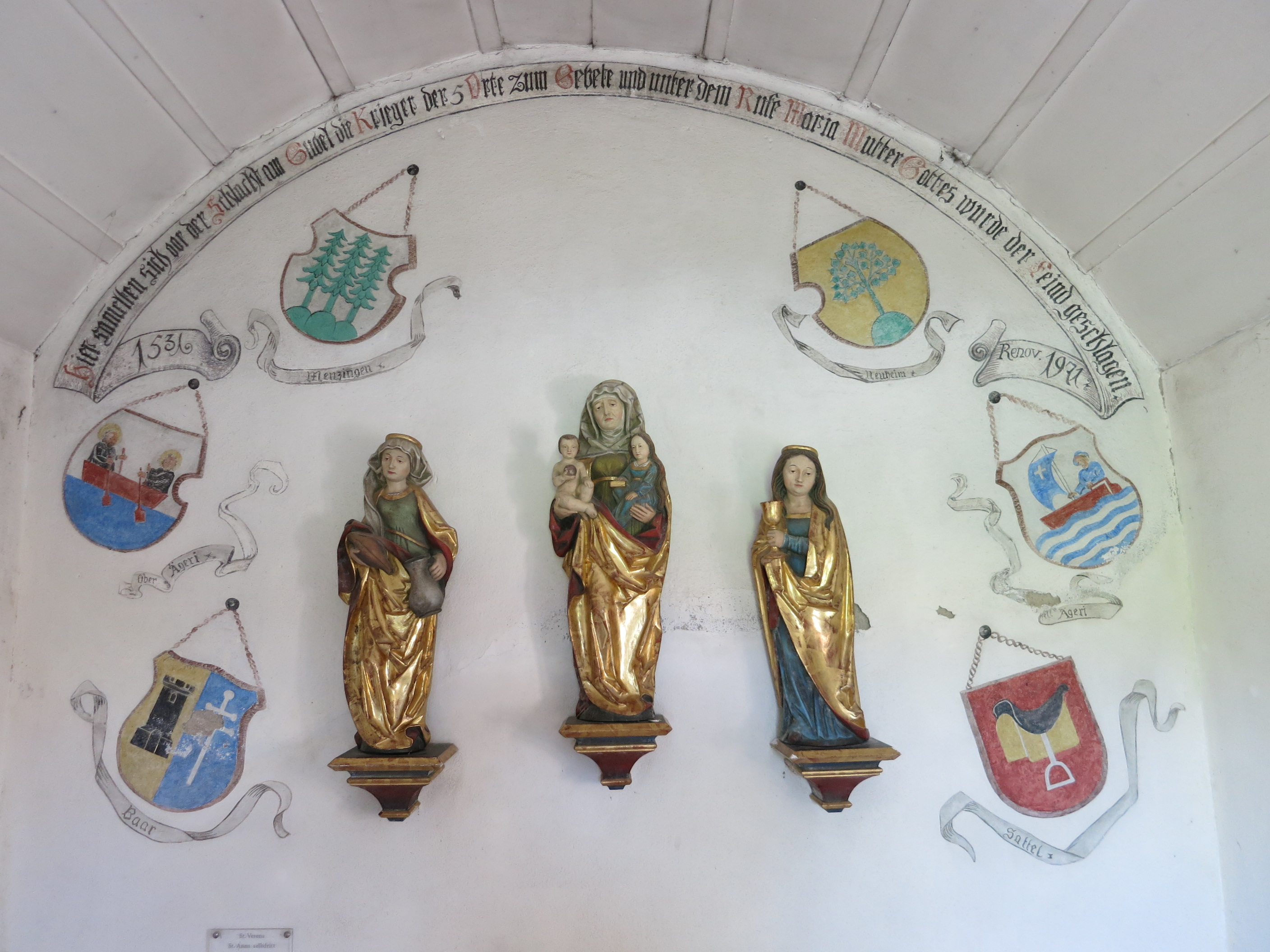
Fürschwand Kapelle: Hier sollen sich die Innerschweizer vor der Schlacht am Gubel am 24. Oktober 1531 zum Gebet versammelt haben.
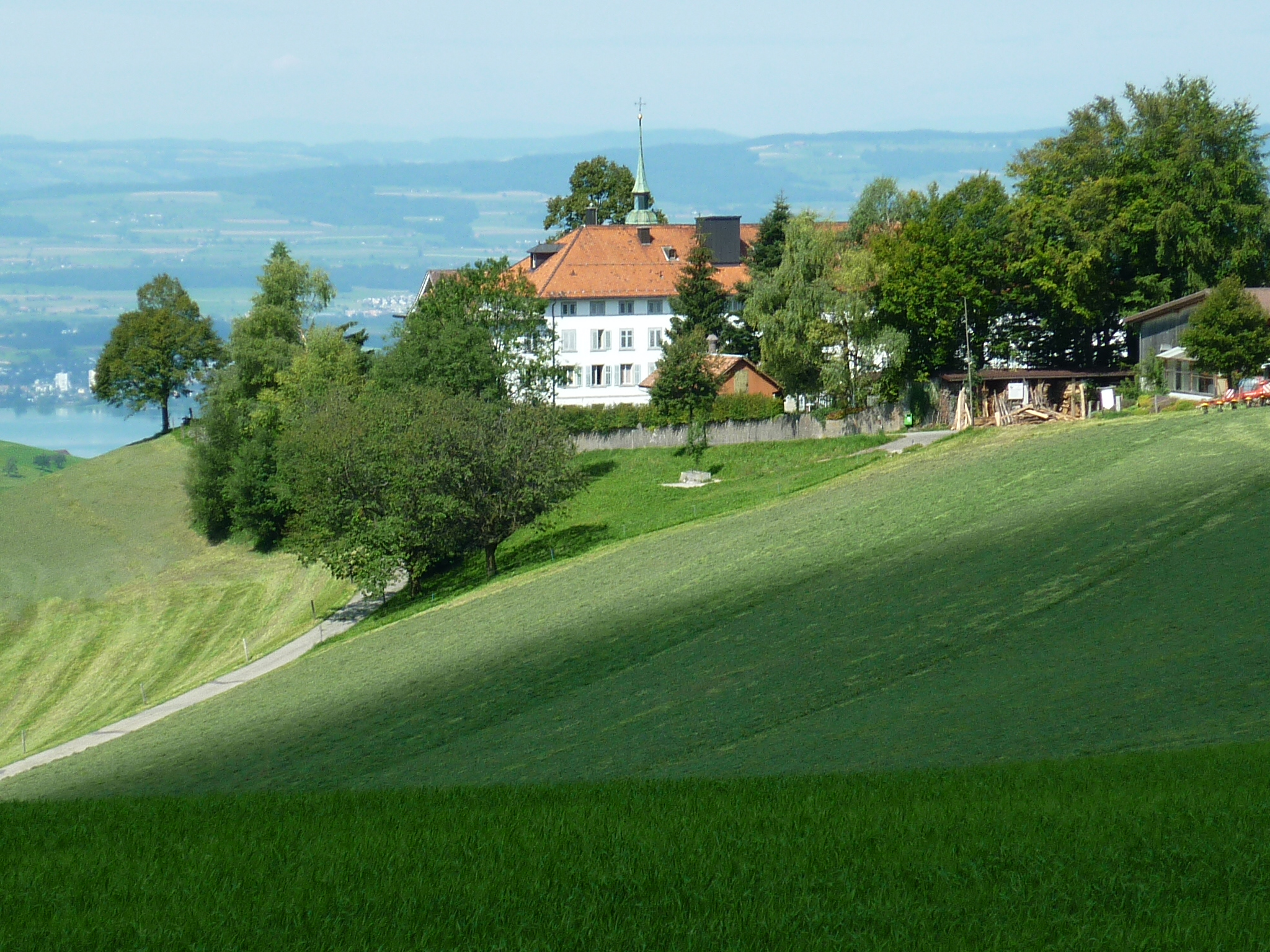
Gubel mit Kloster von Osten

## Film
- «Ex Voto» von Erich Langjahr